# Генрі Ґрей, 1-й герцог Кентський
Генрі Ґрей, 1-й герцог Кентський (англ. Henry Grey, 1st Duke of Kent;  28 вересня 1671 — 5 червня 1740) — британський політичний діяч та дворянин. Член Ордену Підв'язки та Таємної ради Англії. Перший володар титулу герцога Кентського.

## Походження
Він був сином Ентоні Ґрея, 11-го графа Кентського, та Мері Ґрей, графині Кентської. Він став 12-м графом Кентським у 1702 році, успадкувавши титул від батька, і того ж року став 2-м бароном Лукасом, ставши наступником матері. За лінією своєї дочки Енн був дідом Генрі Кавендіша — англійського фізика та хіміка кінця XVIII століття.

## Політична кар'єра

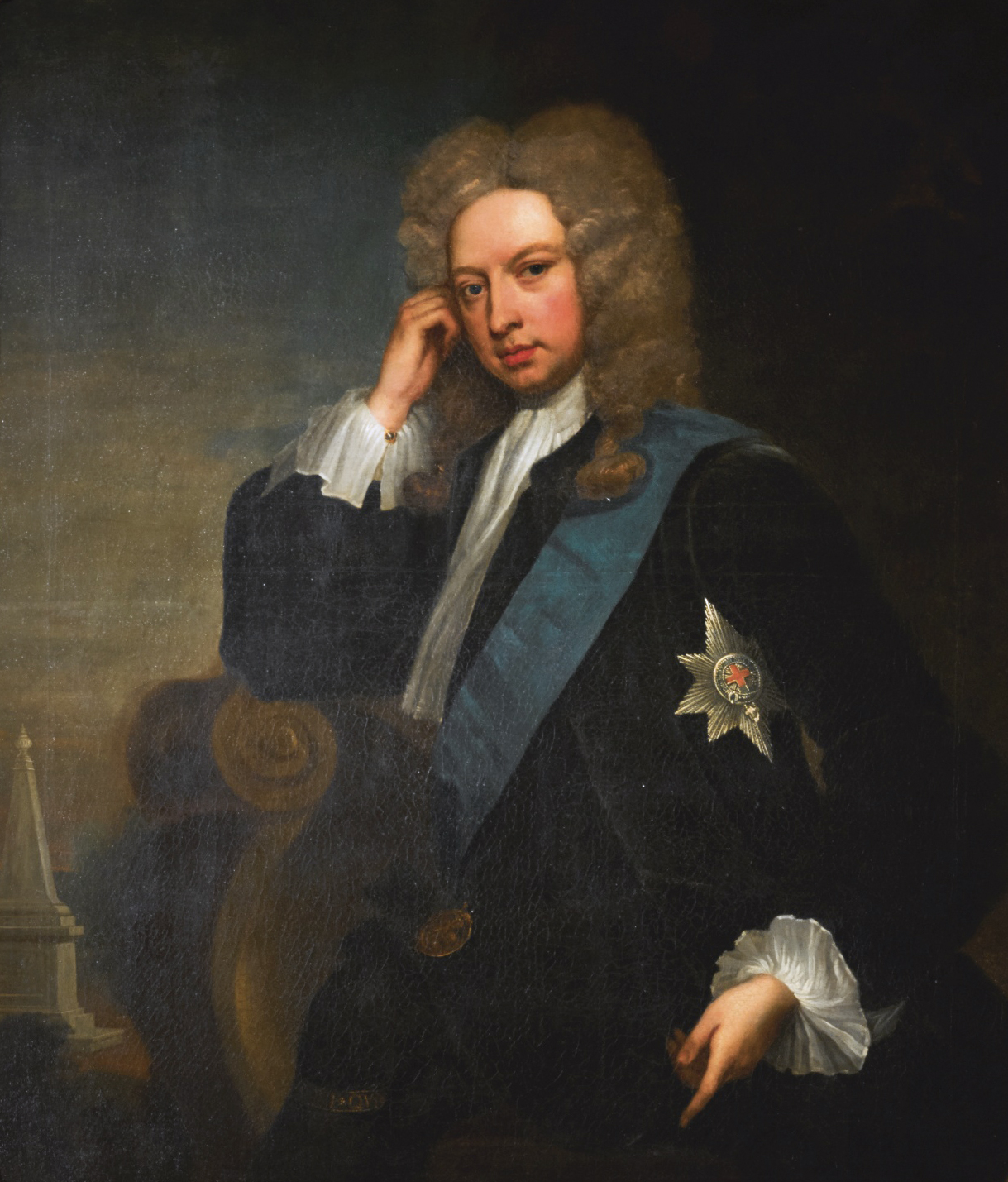
Генрі Ґрей, герцог Кентський. Робота Чарлза Джерваса, між 1712 і 1718

Зайнявши своє місце у Палаті лордів, попри те, що не мав значних політичних амбіцій і таланту, отримав титул лорда-камергера та місце в Таємній раді Англії в 1704 році. Він був непопулярним при дворі, і за запах свого тіла отримав прізвисько «Клоп» («Bug»). Граф продав свою посаду за герцогство у 1710 році, і на посаді лорда-камергера його замінив герцог Шрусбері. Тогочасні діячі, серед яких Джонатан Свіфт і Джон Мекі, захищали Ґрея.
Після 1710 року служив на низьких посадах: був джентльменом спальні, констеблем Віндзорського замку, лордом-розпорядником (1716—1718) та лордом-хранителем Малої печатки (1719—1720) короля Георга I. Також був одним із лордів-суддів, призначених Георгом I на час його відсутності у Великій Британії в 1719 році.
У 1719 році став одним із жертводавців Королівської музичної академії — корпорації, яка створювала барокові опери. 1739 року став засновником першого у Британії будинку для дітей, від яких відмовилися батьки, — лікарні для підкидьків у Лондоні.

## Титули
У 1702 році успадкував від батька титул графа Кентського, а від матері — барона Лукаса. Згодом отримав титули маркіза Кентського, графа Гарольда і віконта Ґодрича в 1706, герцога Кентського в 1710 замість посади лорда-камергера, а в 1712 році став кавалером Ордену Підв'язки. Оскільки у герцога не залишилося нащадків чоловічої статі після смерті сина Джорджа, графа Гарольда, у 1733 році, він отримав титул маркіза Ґрея у 1740 році зі спеціальним правом для онуки Джемайми Кемпбелл та її нащадків-чоловіків успадковувати титули Генрі Ґрея. Також вона успадкувала титул баронеси Лукас. Усі інші титули Генрі Ґрея після його смерті залишилися без спадкоємців.

## Шлюби та діти

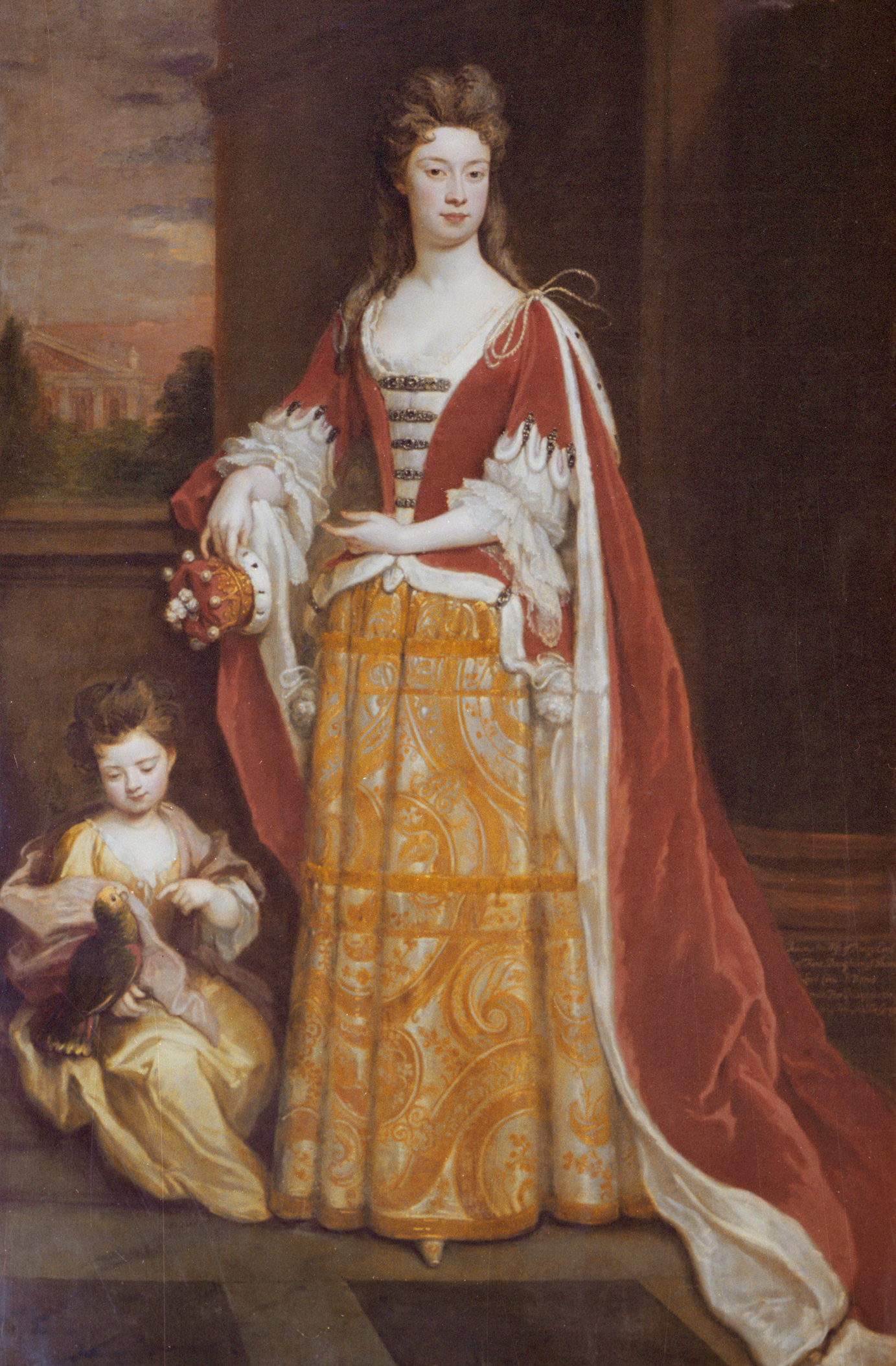
Джемайма Крю із дочкою Джемаймою. Робота Годфрі Кнеллера, 1705

Генрі вперше одружився у 1694 році із Джемаймою Крю (пом. 2 липня 1728) — дочкою Томаса Крю, 2-го барона Крю, та його другої дружини Енн Армайн, дочки сера Вільяма Армайна, 2-го баронета. У них було щонайменше 6 дітей:
- Ентоні Ґрей, граф Гарольд (пом. 1723), одружений із леді Мері Туфтон, дочкою Томаса Туфтона, 6-го графа Танет;
- Генрі Ґрей (1696—1717);
- Амабель Ґрей (пом. 2 березня 1726), одружена із Джоном Кемпбеллом, 3-м графом Бредалбейн і Голланд;
- Джемайма Ґрей (1699 — 7 липня 1731), одружена із Джоном Ешбернгемом, 1-м графом Ешбернгем;
- Енн Ґрей (пом. 20 вересня 1733), одружена із лордом Чарлзом Кавендішем, мати науковця Генрі Кавендіша;
- Мері Ґрей, одружена із Девідом Ґреґорі.

Удруге одружився із Софією Бентік (пом. 5 червня 1741), дочкою Вільяма Бентіка, 1-го графа Портленда, та його другої дружини, Джейн Марти Темпл. У шлюбі народилися син і дочка:
- Джордж Ґрей, граф Гарольд (1732—1733);
- Енн Софія Ґрей (пом. 24 березня 1780), одружена із Джоном Еґертоном, єпископом Даремським.